# Макубецу

42°54′30″ пн. ш. 143°21′22″ сх. д. / 42.90833° пн. ш. 143.35611° сх. д.
Макубе́цу (яп. 幕別町, まくべつちょう, МФА: [makubet͡su̥ t͡ɕoː]) — містечко в Японії, в повіті Накаґава округу Токаті префектури Хоккайдо. Станом на 1 жовтня 2008 року площа містечка становила 478,00 км². Станом на 31 березня 2017 населення містечка становило 27 144 осіб.